# Conseil supérieur de l'île de France
Le conseil supérieur de l'île de France est une institution délibérative ayant existé sur l'île Maurice, dans le sud-ouest de l'océan Indien, alors que celle-ci était encore une colonie française connue sous le nom d’« île de France ». Il fut créé sous le nom de conseil provincial de l'île de France le 18 septembre 1724, puis installé le 18 septembre 1724 sous l'autorité du nouveau conseil supérieur de Bourbon créé par édit en décembre 1723 et installé le 23 septembre 1724 en remplacement du conseil provincial de Bourbon. Il fut lui-même renommé le 4 novembre 1732, ce qui transforma l'île de France en métropole régionale par la même occasion.